# منتصلة مؤكسدة الزيلوز
منتصلة مؤكسدة الزيلوز (الاسم العلمي: Achromobacter xylosoxidans) هي نوع من البكتيريا، سلبية الغرام، تتبع المنتصلة.